# توم (استان آمور)
توم (انگلیسی: Tom) یک رود در استان آمور کشور روسیه است.